# Arcturocheres gaussicola
Arcturocheres gaussicola is een pissebed uit de familie Cabiropidae. De wetenschappelijke naam van de soort is voor het eerst geldig gepubliceerd in 1980 door Schultz.